# (37372) 2001 VF33
2001 VF33 (asteroide 37372) é um asteroide da cintura principal. Possui uma excentricidade de 0.09261600 e uma inclinação de 4.23393º.
Este asteroide foi descoberto no dia 9 de novembro de 2001 por LINEAR em Socorro.